# Федеральная комиссия по связи

Официальный знак FCC.

Логотип FCC, используемый в дополнение к официальному.

Федеральная комиссия по связи (Federal Communications Commission, сокращённо FCC) — независимое правительственное агентство Соединенных Штатов, созданное, управляемое и уполномоченное в соответствии с уставом Конгресса (см. Раздел 47 Кодекса США § 151 и Раздел 47 Кодекса США § 154).
FCC было учреждено Актом Коммуникаций 1934 года как преемник Федеральной Радио комиссии и уполномочен регулировать использование всего радио-спектра, не принадлежащего федеральному правительству (включая радио и радиовещание телевидения), и всей межгосударственной телесвязи (телефон, спутник и телеграф), а также все международные коммуникации, которые происходят или заканчиваются в Соединённых Штатах. Это — важный фактор в американской политике телесвязи. FCC принял регулирование проводной связи от Межгосударственной комиссии по торговле.
Юрисдикция FCC охватывает 50 штатов, Округ Колумбия и Территории США.